# Arazbarı
Arazbarı è un comune dell'Azerbaigian situato nel distretto di Biləsuvar. Conta una popolazione di 387 abitanti.